# San Giovanni Crisostomo
San Giovanni Crisostomo är en församlingskyrka och titelkyrka i Rom, helgad åt den helige Johannes Chrysostomos. Kyrkan, som konsekrerades år 1969, är belägen vid Via Emilio de Marchi i stadsdelen (quartiere) Monte Sacro Alto i nordöstra Rom.
Kyrkan uppfördes åren 1968–1969 efter ritningar av arkitekterna Ennio Canino och Viviana Rizzi.

## Titelkyrka
Påve Paulus VI stiftade kyrkan år 1969 som titelkyrka med namnet San Giovanni Crisostomo a Monte Sacro Alto.
Kardinalpräster
- Vicente Enrique y Tarancón: 1969–1994
- Vakant: 1994–2001
- Bernard Agré: 2001–2014
- José de Jesús Pimiento Rodríguez: 2015–2019
- Jean-Claude Hollerich: 2019–